# Actinoscirpus grossus
Actinoscirpus grossus là một loài thực vật có hoa trong họ Cói. Loài này được (L.f.) Goetgh. & D.A.Simpson mô tả khoa học đầu tiên năm 1991.